# Helen Rundgren
Helen Rundgren född 1956, är en svensk författare, vetenskapsjournalist och tv-producent. 
Rundgren är utbildad biolog och zoolog och skriver om djur, natur och vetenskap. Oftast arbetar hon med fackböcker eller teveprogram riktade till barn.

### För barn
- Oj den rör sig!  Rabén&Sjögren – 1994 omtryck -1996      Prisbelönt
- Dansk upplaga Gyldendal 94, Norsk Aschenhoug -1994
- Det klättrar, krälar och kryper, Rabén&Sjögren -1997
- Lilla Naturskolan, Rabén&Sjögren – 98
- Jag sover också på dagen / natten, Rabén&Sjögren - 1999
- Sitt en stund... på bryggan, Rabén&Sjögren -1999 omtryck 2002
- Sitt en stund... på stubben, Rabén&Sjögren  -2000
- Sitt en stund…på ängen, Rabén&Sjögren  -2002
- Sitt en stund…vid havet, Rabén&Sjögren  -2002
- Tyra Tyrannosaurus rex, Rabén&Sjögren  – 2002      Prisbelönt
- Dansk upplaga, Clematis -2002   Klumpe dumpe - 2004
- Därför ser jag ut så här, BonnierCarlsen 2002
- Tyra Tyrannosaurus rex och de andra, Rabén&Sjögren  -2003
- Mitt liv som Tyra, Rabén&Sjögren -2004
- Skelettboken, Rabén&Sjögren -2005 Danmark 2005 Estland 2006
- Kryp i skåp och skafferi, Alfabeta -2006 Danmark 2006
- Dumma mygga! Alfabeta 2007 Omtryckt samma år 2007   Prisbelönt
- Danmark 2006, omtryckt 2009
- Blinka lilla supernova Alfabeta 2009
- Klappa kanin! Alfabeta 2009
- Karl-Astrids vänner UR 2010  tecknare Jonathan Knape
- Snigelhjärta Alfabeta 2011  tecknare Kenneth Andersson
- Gudar & Badkar  Alfabeta 2011  Tecknare Gunilla Kvarnström
- Stone eggs – a story about indian dinosaurs  2011
- Lilla dino Alfabeta  2012  tecknare Amanda Eriksson
- Världens bästa näsa 2013  tecknare Ingela P Arrhenius USA 2014, Korea 2015
- Alla talar om skelett, Skelettboken i ”En bok för alla-utförande”
- Lilla L – om Lajka, Alfabeta 2014 tecknare Kenneth Andersson Ryssland 2019
- Frankie Steins laboratorium, Alfabeta 2015  Tecknare Mattias Adolfsson
- Harriet och Charles, Fri Tanke, 2016 ill Cecilia Torudd
- Pinnsvein & Makk, Fornsalens förlag Visby, 2019 Medf Tina-Marie Qviberg
- Stendjuren, Fornsalens förlag Visby, 2020
- Jag är Tyra Tyrannosaurus rex, En bok för alla, 2020. Tecknare Maria Beskow

### För vuxna
- Livet, kärleken och döden, URs förlag -2002   nyversion  2010
- På tal om matte, URs förlag 2004
- Alla talar matte, UR:s förlag 2006
- Matematikundervisning som fungerar, Natur & Kultur 2008
- Solen, månen och den röda planeten UR:s förlag 2008
- Älskade dinosaurier, URs förlag 2009
- Små kryp och gummistövlar UR 2010

### Översättningar
- Min stora dinosauriebok, Simon Mugford, R&S 2009
- Reta inte en mammut! Mick Manning, R&S 2009
- Stör inte en dino som äter! Mick Manning, R&S 2009
- Så funkar dinosaurier Alfabeta 213
- Slicka inte på boken / Don’t lick this book. Alfabeta 2018 [2]

## Teve, manus och produktion
1997 Gen & Typ
1998 Pappas näsa och mormors haka
1999 Djur gör djur
2000 Hur man blir dinosauriegrävare
2001 Skelett
2004 En hund i rymden och en gubbe på månen
2006 Animated science
2007 Under de mongoliska bergen 
2007 Berömda dinosaurier
2007 Gudar & Badkar
2012 Skrutt samlar höst
2012 Vem skapade världen och varför? 
2013 Ella-bella får ett brev
2014 Luke och skvadern
2016 Vims i rymden
2017 Jack och jordens utveckling
2018 Om evolution

## Priser och utmärkelser
- 1:a  pris Faktabokstävling Rabén & Sjögren 1994
- Maeda prize NHK Japan  2002

- Kunskapspriset 2006
- Carl von Linné-plaketten 2008 för Dumma mygga!